# Katarina Tarr
Katarina Tarr là hậu vệ (bóng đá) nữ từ Montana, Hoa Kỳ, hiện chơi cho SG Essen-Schönebeck ở giải vô địch Bundesliga Đức.